# Стауербридж (футбольний клуб)
«Стауербридж» (англ. «Stourbridge Football Club») — англійський футбольний клуб з однойменного міста графства Західний Мідленд. Заснований 1876 року під назвою «Стауербридж Стандард» (англ. «Stourbridge Standard»). Домашні матчі проводить на стадіоні «Вор Меморіал Атлетик Граунд» місткістю 2 626 осіб.